# パチスロバイオハザード
『パチスロバイオハザード』は、2008年7月に山佐から発売されたパチスロ機（5号機）。
カプコンのゲームである『バイオハザード』を基にしたタイアップ機。『バイオハザードシリーズ』のうち、モチーフにしているのは『1作目』のリメイク作品としている。

## 概要
- BIGボーナス、REGボーナス、そして1ゲームあたり約1枚ペースでコインが増加する「バイオハザード」と呼ばれるARTでコインを増やすシステムである。
- 最高設定の機械割は119%(メーカー発表)と5号機では最も高い部類に入る。
- 当機は4thリール搭載機である。また、有効ラインは中段1直線の1ライン機である。その他のラインで絵柄が揃った場合はリーチ目やチャンス目の可能性が高い。
- シングルボーナスが搭載されており、48通りの役構成があるが揃っても払い出しはない。また成立したシングルボーナスに対応した押し順（第1停止で目押しする図柄｛2種類×4リール｝と残りリールの停止順｛6通り｝）でリールを止めると、有効ライン上に7が揃い、リプレイタイムに突入する。
- 背景設定は『1』のものだが、通常時の衣装がクリスが『CV』の物でジルは『3』の物とゲーム版における隠しコスチュームに変更されている。

## スペック

### ボーナス
- ボーナスは、約340枚獲得できるBIGボーナスと、約80枚獲得できるREGボーナスとがある。
- BIG中、REG中共にナビが発生し、メイン役が揃うが、ナビが発生しなかった時は、1枚役、または純ハズレが成立している可能性があり、純ハズレの場合は、このゲームで上段ラインにボーナス図柄を狙うと揃えることができ、ボーナス後ART突入が確定する。
- そのほかチェリーなどでも突入抽選がおこなわれ、当選すればボーナス後にARTに突入する。REGからの当選のほうが、よりARTの連チャンが期待できる。
- REGボーナス中は、液晶上部に登場キャラクターやクリーチャーなどの紹介がされており、この表示内容でARTの期待度を示唆する。

### ウェスカーモード
通常時に7がライン上に揃えば50ゲーム継続の｢ウェスカーモード｣というRTに突入する。
リプレイ確率が上がり、1ゲームあたり0.3枚の増加が期待できるほか、この間、特定役によるARTの抽選確率が大幅にアップする。

### 通常時
通常時は高確率モード、低確率モードというART抽選状態があり、それぞれ特定役によるART当選確率が異なる。
チャンス目、高確率移行シングルボーナスなどを契機に高確率モードに移行する。また、7が揃えば上記のウェスカーモードに突入する。

### ART ｢バイオハザード（BH）｣
まずはATに突入する。そこでシングルボーナスが成立するとナビが出現する。狙う色と押し順をナビ通りに従い狙えば50ゲーム継続のARTに突入する。1ゲームあたり約1枚のコインが獲得できる。
- ARTは1度に10セット以上当選することがある。ART終了後、残りのセットがあれば潜伏を経て再度突入する。
- ART中も上乗せ抽選を行っており、その抽選確率等は滞在しているART抽選状態に依存する。
- ARTには無限ARTもあり、これに突入するとBIGを引いたときの50%の抽選に当たるまで継続する。
- 他の機種に多くある、揃えてしまうとARTが終了するパンク役はない（つまりリプパンはずしが不要）。ただしARTナビの目押しに失敗および、ナビの順番以外でリールを停めた場合ペナルティとして以後7揃いナビ以外の小役のナビが一切表示されなくなる。また三回ARTナビをミスしてしまった場合、ATが終了し、ナビストックを一個消費してしまう。

### BHスペック
- BH潜伏G数振分

21G：30％
14G：30％
13G：15％
8G：10％
5G：15％
- ARTのG数選択率

50G：95.00％
100G：4.00％
150G：0.61％
200G：0.20％

## 演出関連

### 通常演出
- シーン変化演出

通常時は1ゲーム毎に背景が変化していく仕組みで、多くは洋館に滞在する。
滅多に出ない隠し部屋に変化した場合はボーナスやBHの期待が持てる。
（隠し部屋には小役対応の部屋やレア度があり、レア度が高い部屋の場合ボーナスやBHの期待度が高い）
洋館で特に期待度が高い隠し部屋はバー・テラス(フォレスト発見演出の場所)の2か所
背景が研究所になったら高確率状態・BH潜伏状態を期待する事ができ、ボーナス重複小役成立から移行した場合ボーナスが確定する。
- シーンカット演出

シーン変化演出は決まったルートの背景変化だが、こちらはレバーON時に効果音とともに違う背景などに移行する。
移行する背景は様々で、移行先がただのガセの場合が多いが書類発見・通信機・曲がり角・ゾンビ出現など
変化がある場合は期待度がUPする。
- 曲がり角演出

曲がり角に人影が出現し、登場した敵キャラで小役やチャンスをナビする。
人影がそのまま消えた場合は外れ対応となる。
基本的に敵を倒した時は小役成立だが、倒しても小役不成立の場合BH潜伏のチャンスとなる。
ジルやクリスが登場してプレイヤーキャラが交代したり、各連続演出に発展することもある。
曲がり角で出現するゾンビは
通常ゾンビ＜裸ゾンビ＜2体出現（信頼度UP）＜厨房ゾンビ（激アツ）＜透明ゾンビ（ボーナスorBH確定）
の順に期待度が上昇する。
期待度は敵を倒した場合であり、逃げた場合はほぼノーチャンスである、
使用武器にも秘密があり、スタンガン使用は激アツで、ショットガン使用はボーナスorBHが確定する。
- トビラ演出

トビラを開けた先に敵キャラクターがいてバトルに発展したり、机の上の書類を見つけて書類演出に発展したりする。
トビラの種類と開け方で期待度が変化し、ドアノブが右についていた場合はチャンスUP。
通常トビラ＜木目のきれいな・腐ったトビラ＜両開きのトビラ（信頼度UP）＜血の付いたトビラ（ボーナスorBH確定）の順に期待度が上昇する。
研究所の場合は研究所専用トビラがあるが基本的に形が同じ。ただ、洋館の血の付いたトビラの代わりとなる『バイオハザードのロゴ付きトビラ』がある。
- 背景変化演出

飾られている絵が変化したり、ハーブが置かれていたりと背景に変化が起きればチャンス。
また、リール停止時に時計の音が鳴る・ゾンビのうめき声がする・ドアがガタガタとする・雷が落ちる等の演出もある。
雷が落ちる演出は第3停止時発生で信頼度UP、第4停止時に発生でボーナスorBH確定である。
また第4停止時にピアノの音も同様である。
- 通信機演出

レベッカやバリーといった仲間からの通信でチャンスを告知したり、ピンチの知らせからバトルに発展したりする。
第4停止時に通信が途切れたり反応がない場合は外れとなる。
基本的にブラッドはガセが多く期待できず、バリーも基本的にリプレイの小役告知がメインである。
しかし、『ウェスカー』・『レベッカ』はガセもあるが発展した場合信頼度が高くなる。
- 書類演出

廊下や部屋の机で光るモノを見つけると発展。
見つけた書類の内容でボーナスやチャンスを告知する。
BOWに関する資料だった場合は、その後のゲームで記載されたBOWとのバトル演出に発展する可能性が高くなる。
書類は4ページで基本的に文字の色つき部分が青＜黄色＜オレンジ＜赤（ボーナスorBH確定）の順で信頼度が高くなる。
最も重要なのは4ページ目の色で、この色が青・黄色の場合は低信頼度・リプレイ/9枚役の告知の可能性が高い。
- 棺桶演出

レバーON時に背景が地下室へと移動し、棺桶をつないでいる鎖が切られていくチャンス演出。
第4停止時に全ての鎖が切られ棺桶が開いた場合は、クリムゾンヘッドが出現し、クリムゾンヘッドとのバトルが確定する。
鎖が全て切られなかったときは外れ。
なお、棺桶の中身がゴールドエンブレムというプレミアム演出もある。
- フォレスト発見演出

変わり果てたフォレストを発見する出現率が低い、激アツ演出。
フォレストが起き上がって襲ってくるとバトル発展が確定し、ボーナスorBHが確定する。
起き上がらないと外れとなる。
- ハンター視点演出

ゲームにもあったハンターの視点で主人公たちに迫るというムービーが流れる出現率が低い激アツ演出。
ジル・クリスが部屋にいればバトルになるが、いない場合は外れ。また、全員が待ち伏せして倒すというプレミアム演出もある。
- 厨房演出

背景が厨房へ変化し、下から厨房ゾンビ（クリムゾンヘッド似のゾンビ）が出現する。
発見できないガセの事が多く、見つけても逃げるパターンだと低信頼度だが倒すと激アツで
さらにスタンガンで倒した場合はボーナスorBHが確定する。
- 衣装変化演出

ジル・クリス・レベッカの衣装が変化するとその時点でボーナスorBHが確定する。
通常時や、バトル時など変化する場面は様々。
- カットイン演出

レバーON時にジル・クリス・バリー・レベッカ・ウェスカーのカットインが入るとその時点でボーナスorBHが確定する。

### 発展演出
- 甲冑像トラップ

盾を持った甲冑像が迫ってくる。違う部屋に逃げ込んでバトルやエスケープ演出に発展を予告する。
バリーが助けに来ると脱出演出へ発展が確定し、像を仲間が停止させた場合ボーナスorBHが確定する。
盾の色が金色だとボーナスorBHが確定する。
- 天井トラップ

部屋に閉じこめられ天井に押し潰されそうになるトラップが発動する。
甲冑像トラップと同様にバリーが登場すれば脱出演出へ発展が確定し、仲間がトラップを停止させた場合ボーナスorBH確定となる。
トビラの色が金色の場合、ボーナスorBHが確定する。

### バトル演出
発展演出から発動するバトル演出。ジル・クリスがBOWに勝利すればボーナスorBHが確定
戦うBOWによって信頼度が異なり、相手がクリムゾンヘッドの場合はチャンス、ハンターの場合は激アツとなっている
タイラント⇒ヨーン・プラント⇒クリムゾンヘッド（チャンス）⇒ハンター（激アツ）⇒フォレスト・リサ=トレヴァー（確定）　の順に信頼度がUPする。
主人公の攻撃は4種類あり、敵の攻撃は強弱2種類ある。
主人公：ハンドガン⇒グレネード⇒マグナム⇒ロケットランチャー（確定）　
となっているが、最弱のハンドガンの攻撃が2G連続で発動した場合は勝利確定となる。
またバリーかレベッカが援護に来る事がありその場合は勝利期待度がUPする。
バリー⇒レベッカの順で勝利期待度が上がるが、早いG数で援護に来て敵が耐えた場合殆どの場合敗北してしまう。
またリチャードが敵の攻撃時に主人公を庇うと、勝利確定となる。
出現率が低く、勝利可能性が低いタイラントは勝利する事ができればプレミアムBHが濃厚となる。